# Мамиров, Пилтан
Пилтан Мамиров (каз. Пілтән Мәміров, 1929 год, Кызыл-Оскер, Келесский район, Чимкенткая область, Киргизская АССР, РСФСР, СССР — 2000) — колхозник, звеньевой колхоза «Кызыл-Оскер», Герой Социалистического Труда (1948).

## Биография
Родился в 1929 году в ауле Кызыл-Оскер (ныне — Сарыагашский район Туркестанской области, Казахстан).
В 1944 году окончил среднюю школу, после чего устроился на работу в колхоз «Кызыл-Оскер». До 1946 года работал помощником ветеринара. В 1946 году был назначен звеньевым хлопководческого звена.
В 1947 году хлопководческое звено под руководством Пилтана Мамирова собрало с участка площадью 3 гектара по 65,8 центнеров хлопка и с участка площадью 6 гектаров было собрано по 25 центнеров хлопка. За этот доблестный труд был удостоен в 1948 году звания Героя Социалистического Труда.
В 1954 году окончил Алма-Атинский сельскохозяйственный институт, работал старшим агрономом в родном колхозе.
После реорганизации колхоза в совхоз имени Гани Муратбаева, он работал главным агрономом на хлопковом отделении, с 1966 года - старшим агроном-энтомологом.
Умер в 2000 году.

## Награды
- Герой Социалистического Труда (1948)
- дважды Орден Ленина
- Орден Трудового Красного Знамени (20.5.1949)